# Eolian

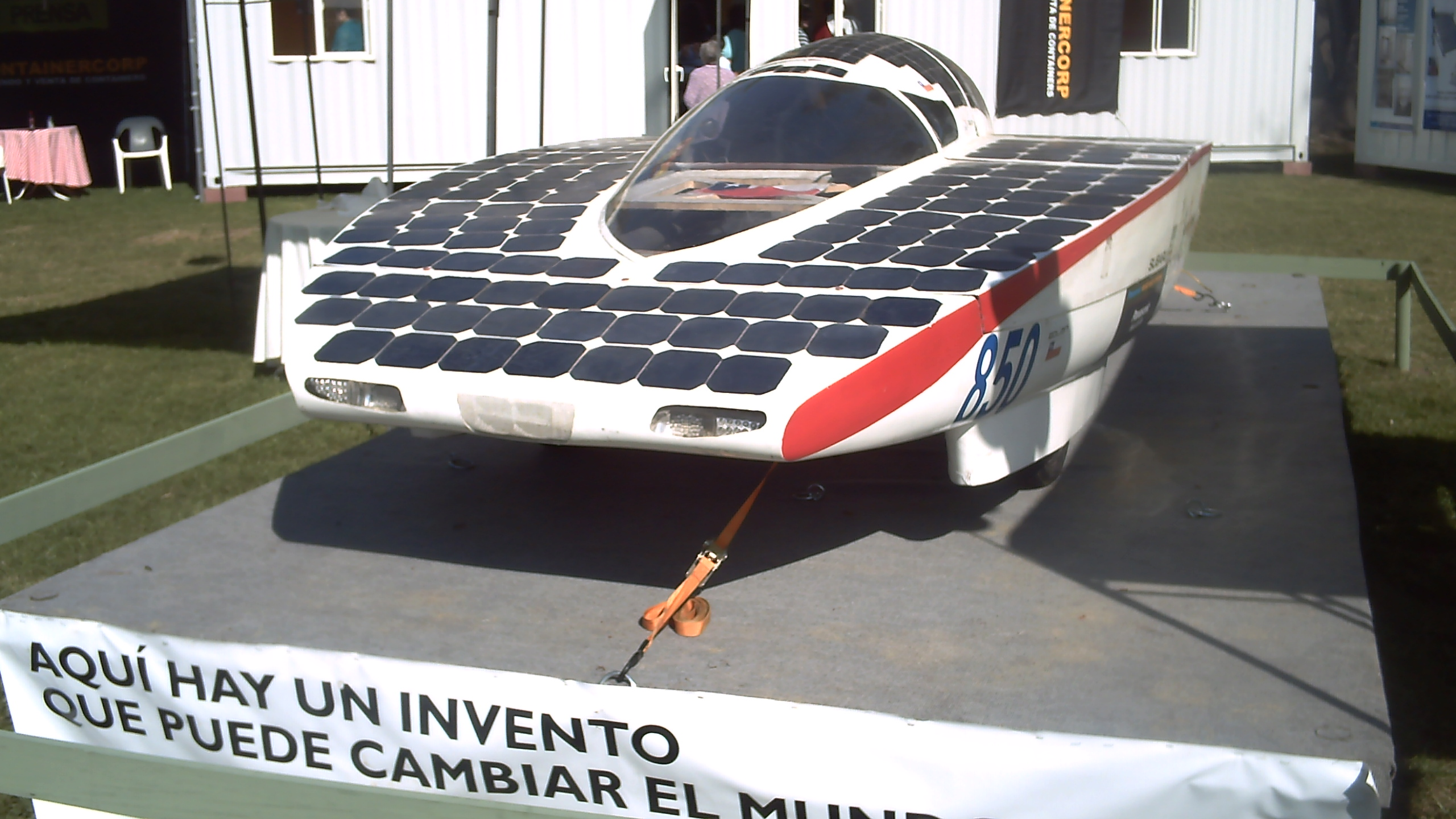
Eolian

Eolian es el nombre del proyecto conjunto de alumnos, profesores y funcionarios de la Universidad de Chile dedicado al diseño, desarrollo y construcción de vehículos solares para competencias nacionales e internacionales. Fue fundado en 2007 y se mantiene activo al día de hoy

## Eolian
Eolian fue el primer vehículo solar de Chile, construido en el año 2007. La iniciativa nació de un grupo de estudiantes de ingeniería de la Facultad de Ciencias Físicas y Matemáticas de la Universidad de Chile, luego de una experiencia con un auto eléctrico en las carreras de la Fórmula i.
El vehículo es un triciclo con dos ruedas delanteras y una trasera. El chasis es de material compuesto formado por resina y madera de balsa, el carenado exterior es de un material compuesto de fibra de vidrio y resina. Contiene 6 metros cuadrados de celdas fotovoltaicas policristalinas, un motor sincrónico de imanes permanentes adosado a la rueda trasera y dos cajas de baterías de litio. 
Eolian participó en la carrera World Solar Challenge 2007, obteniendo el lugar 14.

## Eolian 2

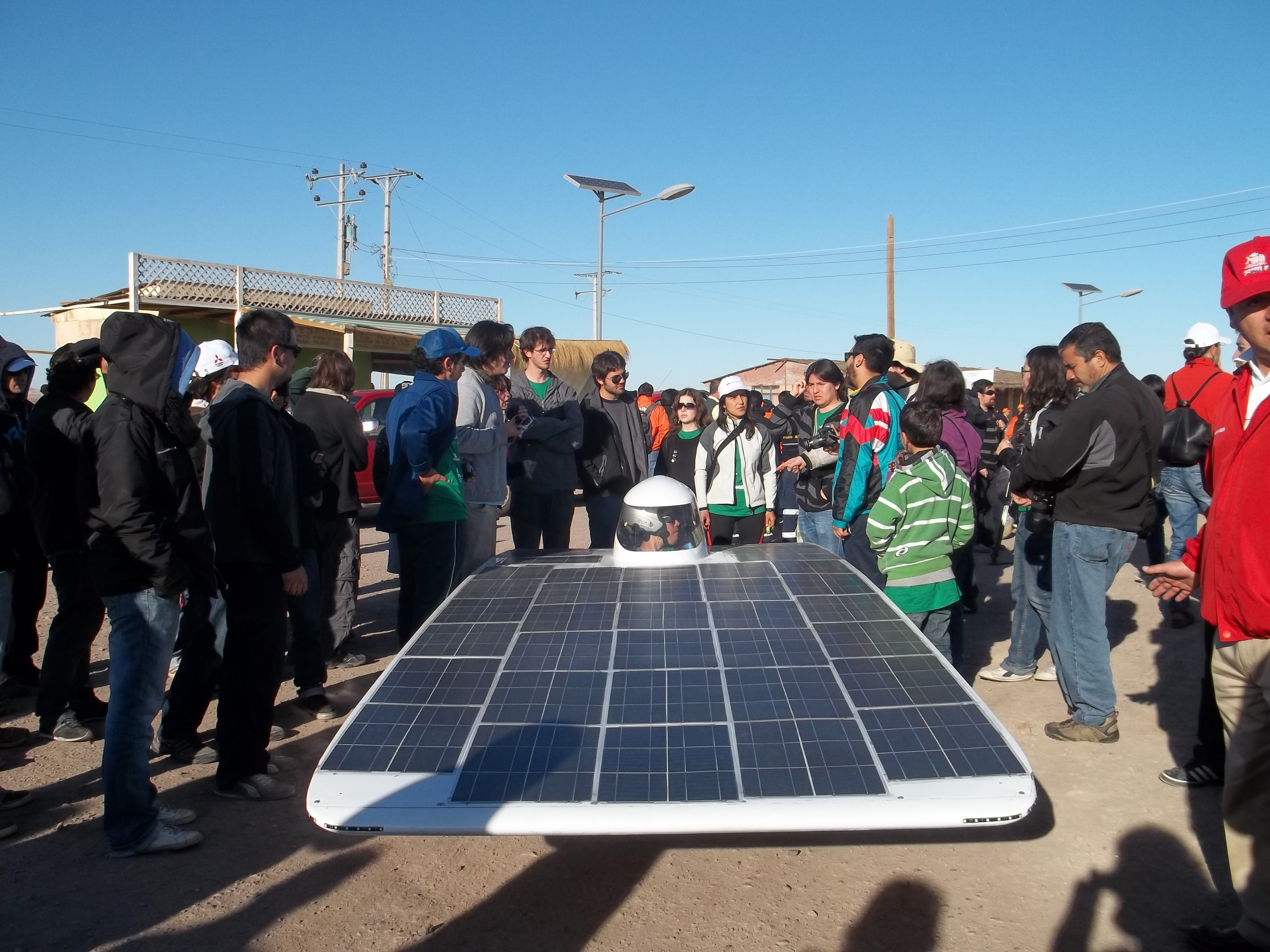
Eolian 2 en la partida del Atacama Solar Challenge 2011

Eolian 2 corresponde al segundo vehículo de la Universidad de Chile con un equipo de estudiantes renovado, construido en el año 2011 con la idea de mantener el proyecto en el tiempo. 
El vehículo tiene una configuración básica similar a Eolian 1, sin embargo contiene mejoras aerodinámicas, estructurales y de maniobra. Una de las principales innovaciones es la construcción de un chasis de un material compuesto de fibra de carbono y resina, permitiendo que el auto sea más liviano que el modelo anterior.
Eolian 2 participó en la carrera Atacama Solar Challenge 2011, obteniendo el lugar 2 y en la carrera World Solar Challenge 2011, obteniendo el lugar 22. Debido a que ambas carreras se llevaron a cabo en un espacio de tiempo muy breve, el proyecto contempló la construcción de 2 vehículos. El vehículo que viajó a Australia por avión se encontraba dividido en 3 partes.

## Eolian 3

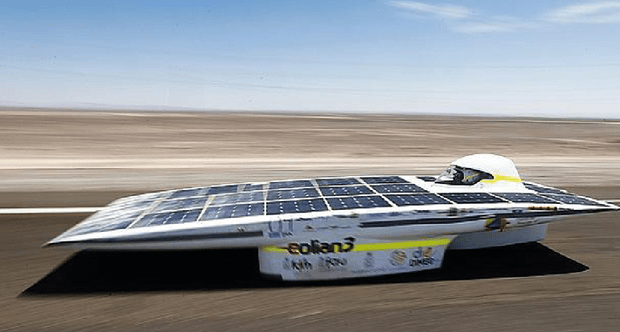
Eolian 3 en carretera

Eolian 3 participó de la Carrera Solar de Atacama de 2012, tomando como base al Eolian 2 lográndose mejoras Aerodinámicas y Eléctricas. Estas mejoras permitieron lograr el segundo lugar en la categoría, con sólo una hora aproximada detrás del Equipo Antakari de la Universidad de La Serena, y su monoplaza Inticallpa .[cita requerida]

## Eolian 4
El cuarto vehículo diseñado y construido por el equipo fue el primer vehículo solar biplaza de todo Latinoamérica. Contó con una renovación tanto del equipo como de los auspicios, lo cual permitiría finalmente participar en la carrera solar de Atacama en 2014. El diseño de este vehículo en particular marca un giro en la perspectiva del proyecto: a partir de aquí se busca crear un auto más convencional y cotidiano. 

## Eolian Fénix
Eolian fénix es el último auto construido hasta el momento. Su diseño corrige los problemas de la edición anterior y sin ir más lejos, logra ser el primer auto solar en recorrer casi 2.000Km de terreno en nuestro país. Lo hizo en la ruta desde Santiago hasta Arica en el llamado "desafío Santiago-Arica".

## Eolian 6
Actualmente se encuentra en las fases finales del diseño. Su construcción comenzará muy pronto con miras a los nuevos desafíos del equipo.